# Langeweg
Langeweg est un village situé dans la commune néerlandaise de Moerdijk, dans la province du Brabant-Septentrional. Le 1er janvier 2009, le village comptait 850 habitants.

## Histoire
Avant 1910, Langeweg s'appelait Slikgat (trou de boue).
Jusqu'au 1er janvier 1997, le village était divisé entre deux communes : Terheijden et Zevenbergen.